# ニコラオ・ドゥミトル
ニコラオ・マヌエル・ドゥミトル・カルドーソ（Nicolao Manuel Dumitru Cardoso、1991年10月12日 - ）は、イタリアとスウェーデン、ルーマニア、ブラジルのサッカー選手。ポジションはFW。
Kリーグ時代の登録名はニコラオ（ハングル: 니콜라오）。

## クラブ歴
ストックホルム県ナッカの生まれで、1998年にエンポリに移住。2005年にエンポリFCの下部組織に加入、2008年9月にセリエBで出場し選手デビューとなった。
2010年8月31日、セリエAのSSCナポリに18歳11ヶ月で完全移籍。同シーズンにセリエAで9試合にしたもののトップチームのレギュラーに割って入る事は出来なかった。
2011年7月20日にセリエBのエンポリに1シーズンの期限付き移籍で復帰。復帰後初出場となった第1節で選手初得点を記録した。
2012年7月23日にセリエBのテルナーナ・カルチョに1シーズンの期限付き移籍。しかし2013年1月31日付で期限付き移籍が解除となり、同日に同じくセリエBのASチッタデッラに期限付き移籍した。
2014年1月にセリエBのレッジーナ・カルチョに期限付き移籍。
同年8月13日にギリシャ・スーパーリーグのヴェリアFCに1年の期限付き移籍。24日の開幕節で移籍後初出場を記録すると、移籍後初得点も記録した。9月13日にあげた2得点目を彼はオラシオ・カルドーソによる「人種差別的な侮辱発言」の被害者に向けて捧げた。ヴェリアのメンバーがこの事件を報告した事によって、ギリシャサッカー連盟はカルドーソを召喚し詳しい説明を要求したが、結局は証拠不十分によりカルドーソは有罪とならなかった。
その後、セリエBのUSラティーナ・カルチョに期限付き移籍した。
2016年8月30日にフットボールリーグ・チャンピオンシップのノッティンガム・フォレストFCに1年の期限付き移籍で加入。12月30日に移籍後初得点を記録した。
2017年8月1日に2年契約でセグンダ・ディビシオンのADアルコルコンに完全移籍。翌年1月11日には同リーグのジムナスティック・タラゴナに完全移籍した。
2019年2月5日、セリエBのASリヴォルノ・カルチョに完全移籍。
2019年7月25日にリーガ1のCSガズ・メタン・メディアシュに2年契約で完全移籍。
2021年1月14日に2年延長オプションつきの単年契約でKリーグの水原三星ブルーウィングスに完全移籍。
2022年、FC UTAアラドに移籍した。同年6月、ブネイ・サフニンFCに移籍した。

## 代表歴
代表としては出生国のスウェーデン、父の母国であるルーマニア、母の母国であるブラジル、幼少の頃に移住した先であるイタリアの四か国で出場する権利がある。
年代別代表としてはイタリア代表としてUEFA U-19欧州選手権2010に出場した経験がある。

## 私生活
ストックホルム県ナッカでルーマニア人の父と、アフリカ系ブラジル人の母の間に生まれたが、1998年にエンポリに移住した。後にイタリアに帰化しているが、ルーマニア語も堪能である。